# U-308 (tàu ngầm Đức)
U-308 là một tàu ngầm tấn công  Lớp Type VII thuộc phân lớp Type VIIC được Hải quân Đức Quốc Xã chế tạo trong Chiến tranh Thế giới thứ hai. Nhập biên chế năm 1942, nó chỉ thực hiện được một chuyến tuần tra duy nhất và không đánh chìm được mục tiêu nào trước khi bị tàu ngầm Anh HMS Truculent đánh chìm trong biển Na Uy vào ngày 4 tháng 6, 1943.

## Thiết kế và chế tạo

### Thiết kế

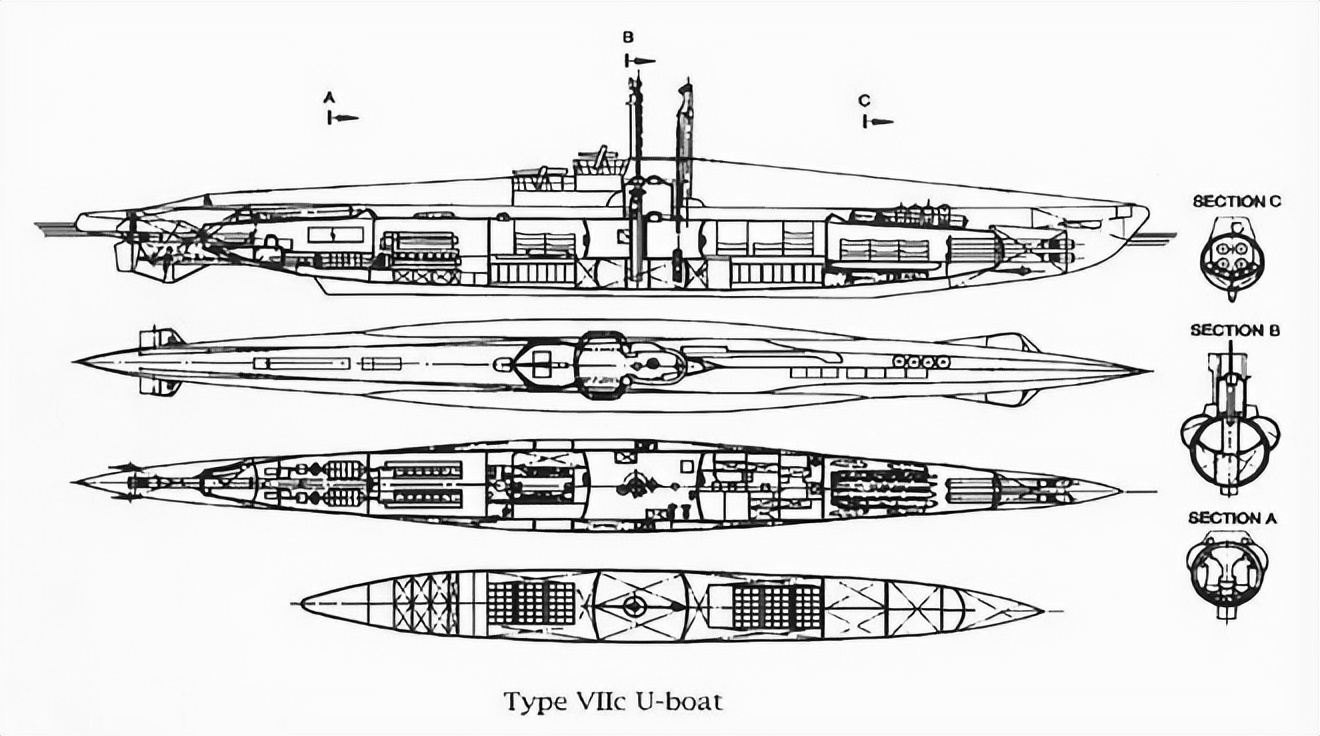
Sơ đồ các mặt cắt một tàu ngầm Type VIIC

Phân lớp VIIC của Tàu ngầm Type VII là một phiên bản VIIB được kéo dài thêm. Chúng có trọng lượng choán nước 769 t (757 tấn Anh) khi nổi và 871 t (857 tấn Anh) khi lặn). Con tàu có chiều dài chung 67,10 m (220 ft 2 in), lớp vỏ trong chịu áp lực dài 50,50 m (165 ft 8 in), mạn tàu rộng 6,20 m (20 ft 4 in), chiều cao 9,60 m (31 ft 6 in) và mớn nước 4,74 m (15 ft 7 in).
Chúng trang bị hai động cơ diesel Germaniawerft F46 siêu tăng áp 6-xy lanh 4 thì, tổng công suất 2.800–3.200 PS (2.100–2.400 kW; 2.800–3.200 bhp), dẫn động hai trục chân vịt đường kính 1,23 m (4,0 ft), cho phép đạt tốc độ tối đa 17,7 kn (32,8 km/h), và tầm hoạt động tối đa 8.500 nmi (15.700 km) khi đi tốc độ đường trường 10 kn (19 km/h). Khi đi ngầm dưới nước, chúng sử dụng hai động cơ/máy phát điện Garbe, Lahmeyer & Co. RP 137/c tổng công suất 750 PS (550 kW; 740 shp). Tốc độ tối đa khi lặn là 7,6 kn (14,1 km/h), và tầm hoạt động 80 nmi (150 km) ở tốc độ 4 kn (7,4 km/h). Con tàu có khả năng lặn sâu đến 230 m (750 ft).
Vũ khí trang bị có năm ống phóng ngư lôi 53,3 cm (21 in), bao gồm bốn ống trước mũi và một ống phía đuôi, và mang theo tổng cộng 14 quả ngư lôi, hoặc tối đa 22 quả thủy lôi TMA, hoặc 33 quả TMB. Tàu ngầm Type VIIC bố trí một hải pháo 8,8 cm SK C/35 cùng một pháo phòng không 2 cm (0,79 in) trên boong tàu. Thủy thủ đoàn bao gồm 4 sĩ quan và 40-56 thủy thủ.

### Chế tạo
U-308 được đặt hàng vào ngày 20 tháng 1, 1940, và được đặt lườn tại xưởng tàu của hãng Flender Werke ở Lübeck vào ngày 5 tháng 11, 1941. Nó được hạ thủy vào ngày 31 tháng 10, 1942, và nhập biên chế cùng Hải quân Đức Quốc Xã vào ngày 23 tháng 12, 1942 dưới quyền chỉ huy của Hạm trưởng, Trung úy Hải quân Karl Mühlenpfordt.

## Lịch sử hoạt động
U-308 khởi hành từ cảng Kiel vào ngày 29 tháng 5, 1945 cho chuyến tuần tra duy nhất trong chiến tranh, tiến ra Bắc Hải rồi băng qua khe GIUK giữa quần đảo Faroe và Iceland với dự định hoạt động tại vùng biển Bắc Đại Tây Dương. Tuy nhiên trên đường đi vào ngày 4 tháng 6, ở vị trí về phía Đông Bắc quần đảo Faroe, nó bị tàu ngầm Anh HMS Truculent phóng ngư lôi đánh chìm tại tọa độ 64°28′B 03°09′T / 64,467°B 3,15°T. Toàn bộ 44 thành viên thủy thủ đoàn của U-308 đều tử trận.